# Marlis Heide Schmidt
Marlis Heide Schmidt (* 1. Dezember 1943 in Samter als Marlis Heide Crome; † 24. Februar 1996 in Leipzig) war eine Übersetzungswissenschaftlerin der Leipziger Schule.

## Leben und Wirken
Nach einer Facharbeiterausbildung zur Hilfsschlosserin studierte Schmidt 1963–1967 Dolmetschen und Übersetzen an der Karl-Marx-Universität in Leipzig. Mit der Diplomarbeit zum Thema Zur grammatisch-stilistischen Bestimmung der russischen Annonce schloss sie ihr Studium ab. Anschließend arbeitete sie als wissenschaftliche Assistentin und wissenschaftliche Oberassistentin in Leipzig und promovierte 1973 mit der Arbeit Textinhalt, Stil und Übersetzung. Von 1982 bis 1985 und ab 1988 war sie Leiterin des wissenschaftlichen Bereichs Russische Übersetzungswissenschaft der Sektion TAS (Theoretische und Angewandte Sprachwissenschaft) an der Universität Leipzig. 1984–1989 arbeitete Schmidt als Hochschuldozentin in Leipzig, bevor sie zur ordentlichen Professorin berufen wurde. Von 1991 bis 1996 war sie Professorin alten Rechts an der Universität Leipzig. 

## Publikationen (Auswahl)
- Welchen didaktischen Wert hat ein Katalog von Übersetzungsverfahren für die Übersetzungslehre? Leipzig 1985
- Kommentar zum Äquivalenzverständnis. Leipzig 1987
- Übersetzungsverfahren – Metamorphose eines traditionellen Begriffs. Leipzig 1992